# 223339 Gregdunn
223339 Gregdunn este o planetă minoră (asteroid) din centura de asteroizi. A fost descoperită pe 26 august 2003 la Observatorio de Cerro Tololo⁠(d) de Marc Buie⁠(d). 
Obiectul prezintă o orbită caracterizată de o semiaxă mare de 3,152820999933 UAi, o excentricitate de 0,14717069945869, o înclinație de 9,4399119458021 ° în raport cu ecliptica.